# くろくまの滝
くろくまの滝（くろくまのたき）は、青森県西津軽郡鰺ヶ沢町にある滝。日本の滝百選の1つ。

## 概要
赤石川河口から約18km、中流付近の支流・滝ノ沢にあり、岩木山の西約15kmに位置する。青森県内最大級の滝である。滝の姿が観音菩薩が合掌しているように見えることから、古くから信仰の対象となっている。
上流、支流には大小の滝があり、くろくまの滝を含む3つの滝を見ることのできる遊歩道があるが、高低差が激しく難所である。
周辺はブナの群落があり、滝の南壁にはタテヤマウツボグサが自生する。

## 写真

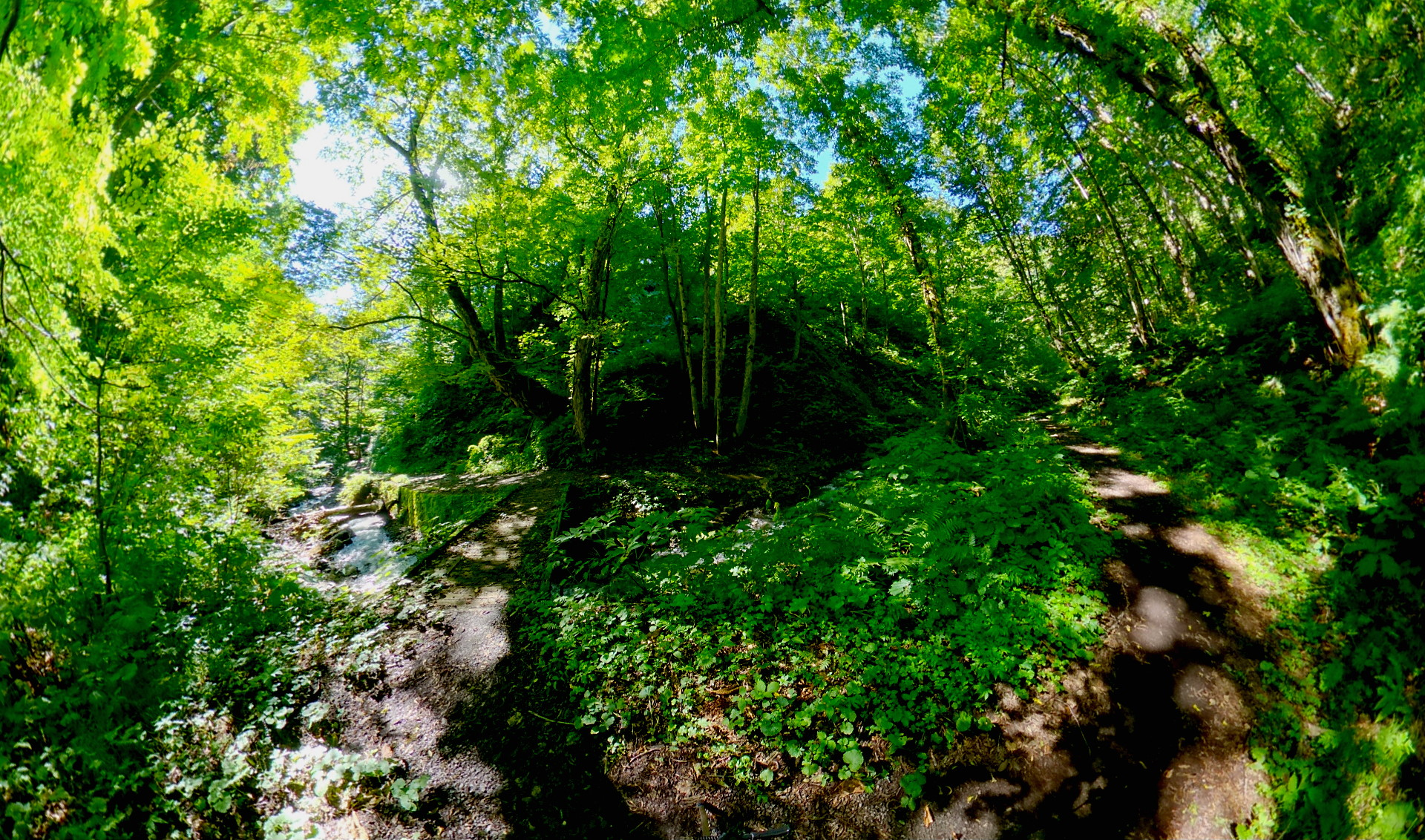
くろくまの滝遊歩道。駐車場からくろくまの滝まで徒歩１５分ほど。

## アクセス
- JR東日本 五能線 陸奥赤石駅から車で青森県道190号松代町陸奥赤石停車場線・青森県道191号種里町柳田線・鰺ヶ沢町道赤石渓流線[2][3]経由で約30km。